# Роющие Недра
«Роющие Недра» или «Роющие Землю» (англ. The Burrower Beneath) — повесть американского писателя ужасов Брайана Ламли, относящаяся к серии Титуса Кроу и «Мифам Ктулху». Впервые была опубликована в 1974 году, издательства DAW. Не путать с рассказом «Роющие Недра» Лин Картера или «Роющий Недра» Роберта Прайса.

## Сюжет
История повествует об оккультисте Титусе Кроу и его друге Анри-Лоране де Мариньи, которые изучают случаи исчезновения людей при загадочных обстоятельствах в разных регионах мира. Их особо заинтересовал случай землетрясения в прибрежном поселении Коулвиле, графства Лестершир, а также в Илдене, Блэкхилле и Хардене. Людей начинали мучить ночные кошмары, а затем они исчезали во время внезапного землетрясения. Сообщалось, что в округе открылись проходы под землей, в которых обитают гигантские черви со щупальцами. Исследователи спешат на помощь. Вскоре они раскрывают заговор инопланетных червей хтонианцев и Древних богов против народа Великобритании. К героям прилетает из США профессор Уингейт Пизли, который возглавляет Фонд Уилмарта, группе мистиков и телепатов, знающих о божествах Цикла Ктулху. Для этого телепаты отслеживают мысли червей, а затем при помощи буровой установки в земле бурят пять отверстий, в которые кладут яйца хтонийцев, а когда они приближаются, то в отверстия сбрасывают камни Мнара с защитными печатями Старцев, которые пленят червей. Героям удается заполучить яйца Шедд-М'элла. После они сбегают от червей и несколько дней плывут на лодке, потому что черви боятся воды. 
Кроу находит сведения, в которых говорится, что хтонианцы доминировали на нашей планете задолго до того, как человек появился из первобытных джунглей, а затем впали в спячку и до сих пор просто бездействовали. Кроу объясняет их существование с научной стороны: «как результат сложной комбинацией психиатрии и генетики». Старшие Боги, победившие Великих Древних, имплантировали в их тела «ментальные и генетические блоки», реагирующие на определённые символы, такие как пятиконечная звезда или Знак Старцев, что удерживают их в заточении. Вероятно эти знаки были созданы на другой планете из Звёздного камня. Древние боги представлены как суперученые, а их магия как супернаука. 
В конечном итоге герои участвуют в операции по очистке поселения от их присутствия, убивая при этом хтонианского лидера, в результате чего происходят атмосферные бедствия. Кроу использует эликсир Тиккоуна, который сдерживает натиск тварей, в состав которого входит святая вода. Агенты бороться с древними существами при помочь изобретений, а также обрушивают подземные туннели взрывчаткой. 
В финале Итаква атакует особняк вместе со своими приспешниками-элементалями особняк, в результате чего здание разрушается, а Кроу умирает.

## Персонажи
- Титус Кроу (англ. Titus Crow) — мистик, детектив, оккультист и человек с обширными знаниями в разных областях науки. Изучает деятельность Древних богов. Отважный, стремится защитить человечество. Обладает телепатическими способностями.
- Анри-Лоран де Мариньи (англ. Henri-Laurent de Marigny) — коллега Кроу, летописец, оккультист, хотя и менее опытный. Является владельцем машины, способной путешествовать во времени и пространстве, получившей название «Часы Де Мариньи». Своего рода доктор Ватсон, находящийся в тени товарища. Сын Этьена Де Мариньи, который появляется в рассказе «Врата серебряного ключа».
- Натаниэль Уингейт Пизли (англ. Nathaniel Wingate Peaslee) — преподаватель политэкономии в Мискатоникском университете. Возглавляет Фонд Уилмарта, группе мистиков и телепатов, которые преследуют деятельность «божеств цикла Ктулху» («БЦК» (англ. Cthulhu Cycle deities «CCD» )). Фонд насчитывает более 500 человек, ученые ведут проекты по всему миру; телепаты выслеживают подземных червей при помощи модернизированного сейсмологического оборудования. Пизли приехал в Англию на помощь Кроу. Инкубировал потомков Шудде-М'элл внутри бронированной клетки в главном штабе в Мискатоникском университете, который позже начал конкурировать с Фондом. Изготавливал звездные камни со Знаками Старцев, которые воздействуют на существ из Иного измерения.
- Алберт Уилмарт (англ. Albert N. Wilmarth) — фольклорист в Мискатоникском университете. Расследовал события наводнения в Вермонте и знал о Ми-Го. Ламли добавляет новые сведения и сообщает, что он создал организацию Фонд Уилмарта.
- Гордон Финч (англ. Gordon Finch) — агент Фонда Уилмарта. Сошел с ума при уничтожении лидера хтонианцев.
- Бернард Джордан (англ. Bernard Jordan) — агент Фонда Уилмарта.
- Дэвид Уинтерс (англ. David Winters) — агент Фонда Уилмарта.

#### Сущности
- Шудде-М'элл (англ. Shudde M'ell) — Древний бог, который выглядит как колоссальный безглазый червь-кальмар, длинной в милю. Из головы растут щупальца. Столь велик, что может вызывать землетрясения просто двигаясь. Роет норы, плавя камни на пути своей кислотой. Предводитель хтонийцев, похожих на него. Внушает страх. Ему поклоняются «джидхауас» (англ. jidhauas), кочевники пустыни Гоби. Обитает под городом Г`харна, в Африке.
- Йибб-Тстлл (англ. Yibb-Tstll) — Гигантский черный гуманоид с щупальцами, мясистой инопланетной головой, крыльями летучей мыши и отдельными глазами. Видит все время и пространство, медленно вращаясь в центре поляны в джунглях Кледа в Стране снов. Ночные призраки сосут из его грудей черное молоко. Черная кровь похожа на снежинки, что прилипают к жертве и душат её.
- Хтонианцы (англ. Chthonians) — отродья Шудде-М'элла, гигантские черви, похожие на кальмаров, с щупальцами, способными прорезать скальные породы, как раскалённый нож режет масло. Вместо голов у них огромные пасти. Телепаты; порабощают разум сектантов и могут направить их для борьбы с Фондом Уилмарта. Также могут подслушивать мыли людей и защищать свои, посредством ментального блока. Их разум связан как рой. Стоит уничтожить одно гнездо хтонийцев, как об этом тут же знали другие. Боятся воды и разлагаются в ней, а также высоких температур, и радиации. В 6 месяцев достигают размера полного человека ростом в 9 футов. Размножаются раз в десять лет.

Он был похож на осьминога, этот обитатель глубоких недр земли… длинные гибкие щупальца… пухлое серо-черное, удлиненное, похожее на мешок тело… словно бы резиновое… выделяющее зловонную белесую слизь… без глаз… и без головы… Я не видел ничего, кроме тянущихся ко мне и извивающихся щупалец. Или все-таки… да, точно! В верхней части туловища твари… имелась выпуклость… что-то вроде вместилища для мозга… или ганглий… да мало ли еще чем мог управляться этот чудовищный организм! Громадный инопланетный слизень отпрянул назад и чуть было не свалился с уступа. Звучавшее в моем сознании песнопение тут же сменилось ментальными подвываниями и причитаниями с обертонами неприкрытого страха. С невероятным проворством монстр развернулся на покрытой слизью дорожке и пополз по уступу прочь от меня. Когда расстояние между нами показалось ему безопасным, хтониец, свирепо размахивая щупальцами, развернулся к склону ущелья и двинулся вперед. То есть он вошел в стену. Ввинтился, вплавился в почву и камень. Несколько секунд из проделанного монстром отверстия в скале вытекала лава — расплавленная почва и порода, а потом своды туннеля обрушились, и со мной осталось только отвратительное зловоние исчезнувшей в горе твари.
- Кгфтгнм'от (англ. Cgfthgnm'o'th) — лидер хтонианцев. Перед смертью взывал к Уббо-Саттла, своему отцу. Был почти четверть мили в длинну.
- Итаква (англ. Ithaqua) — Древний бог (Августа Дерлета), гигантский гуманоид с красными глазами и перепончатыми длинными лапами. Обитает в заснеженных горах и дикой местности. Вызывает ветра и невероятно быстро движется. Похищает своих жертв в Иные миры, где царит холод. Стремиться оставить потомков, но они не выживают. В легендах он Вендиго и Йети. Культ Итакуа невелик. Повелевает шантаками.
- Ньогта (англ. Nyogtha) — Древни бог (Генри Каттнера), аморфная черная амёба, со щупальцами, лженожками и клешнями. Не жидкая, не твердая, студенистая масса щупалец, состоит из липкого черного вещества. В центре массы похожее на череп лицо, иссохший лик, с горящими пламенем глазами. Вампир, питающийся душами. Быстро настигает и поглощает жертв. Перетекает, оставляя ошметки черной плоти. С помощью анха, заклинания Вак-Вирадж и эликсира Тиккоун можно изгнать его.

## Вдохновение
Брайан Ламли заимствовал название «Роющие Недра» из рассказа «Обитающий во Тьме» Лавкрафта (вымышленное произведение вымышленного писателя Блейка). Лин Картер использует это же название в своем рассказе 1997 года (англ. The Burrowers Beneath). Фриц Лейбер упоминает роющих недра в рассказах «Глубинный ужас» и «Туннели недр». Роберт Прайс также использовал это название для своего рассказа «Роющий недра» (англ. The Burrower Beneath) для своего рассказа, действие которого происходит произведениях, связанных с мифами Кларка Эштона Смита. 
Брайан Ламли делает множество отсылок к творчеству Лавкрафта, Августа Дерлета, Кларку Эштону Смиту, Роберта Говарда, Амброуза Бирса, Генри Каттнера и другим авторов, пытаясь выстроить связи между Мифами разных авторов. В повести упоминаются многие персонажи, существа и локации Лавкрафта. Ламли основывается на концепции противостояния Древних богов Дерлета. Сведения из «Мифов Ктулху» считаются как действительная часть истории в сеттинге Ламли. 
Роберт Прайс пишет, что Ламли использует в повести своеобразную комбинацию жанра и «Мифов Ктулху» и «Техно-триллера». 
Впоследствии Ламли опубликовал еще пять романов о противостоянии Титуса Кроу и Древних богов. В состав романов входят публиковавшиеся отдельно рассказы «Бетонные стены» и «Ночь, когда затонула „Русалка“».

## Запретные книги
- «Фрагментов Гхарна»
- «Песнопения Дхол»
- «Хтаат Аквадинген»
- «Сокровенные культы»
- «Книга Эйбона»
- «Тайны Червя»
- «Культы гулей»
- «Некрономикон»Много различных ужасов на Земле, и она заражена ими от начала времен. Они спят под камнем, который нельзя сдвинуть с места. Они восстают вместе с деревом от корней его; они плавают в море, и под землей обитают они в самых глубоких безднах. Одни из них издавна ведомы человеку, а другие — неведомы, но доживают последние дни пред своим ужасным явлением. Самые страшные и мерзкие еще явят себя. Абдул Альхазред Из «Заметок о «Некрономиконе» Фири.

## Источник
- Brian Lumley "The Burrowers Beneath". New York: DAW Books, 1974. DAW Collectors, #91. ISBN 0-87997-096-0
- Daniel Harms (1998). The Encyclopedia Cthulhiana (2nd ed.). Oakland, CA: Chaosium. ISBN 1-56882-119-0.
- Robert M. Price (1982). "The Borrower Beneath". Crypt of Cthulhu. 1 (3). Archived from the original on 2006-03-07. Robert M. Price (ed.), Bloomfield, NJ: Cryptic Publications. URL accessed on October 22, 2005.